# Germán Oller
Germán Oller war ein uruguayischer Politiker.
Oller, der der Partido Nacional angehörte, hatte als Repräsentant des Departamento Canelones in der 31. Legislaturperiode im Zeitraum vom 15. Februar 1932 bis zum 31. März 1933 ein Titularmandat als Abgeordneter in der Cámara de Representantes inne.